# ABC World News Tonight
ABC World News Tonight é o principal telejornal diário da ABC News, programa da ABC, rede de televisão nos Estados Unidos.
As edições diárias são ancoradas por David Muir desde 01º de setembro de 2014, e as dos fins de semana, por Whit Johnson aos sábados e Linsey Davis aos domingos.

## História
Em 1953 o programa estréia, sob o comando de John Charles Daly, com o nome Weekday Editions.
Em 1965, o nome muda para Peter Jennings with the News, por conta da estréia de Peter Jennings, na ancoragem do telejornal.
Em 1967, passou à ter de 15, para 30 minutos de duração.
Em 1968, o nome muda para ABC Evening News, por conta da estréia de Frank Reynolds.
No ano seguinte, Howard K. Smith, estréia no ABC Evening News, ao lado de Frank, que sai do programa em 1970, dando lugar ao jornalista Harry Reasoner.
Em 1975, Howard K. Smith deixa o telejornal, sendo substitudo no início de 1976 por Barbara Walters.

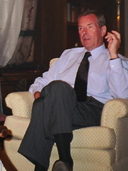
Peter Jennings ancorou 2 vezes, o programa, a primeira entre 1965-1968, e a segunda, entre 1983-2005, quando morreu de câncer de pulmão.

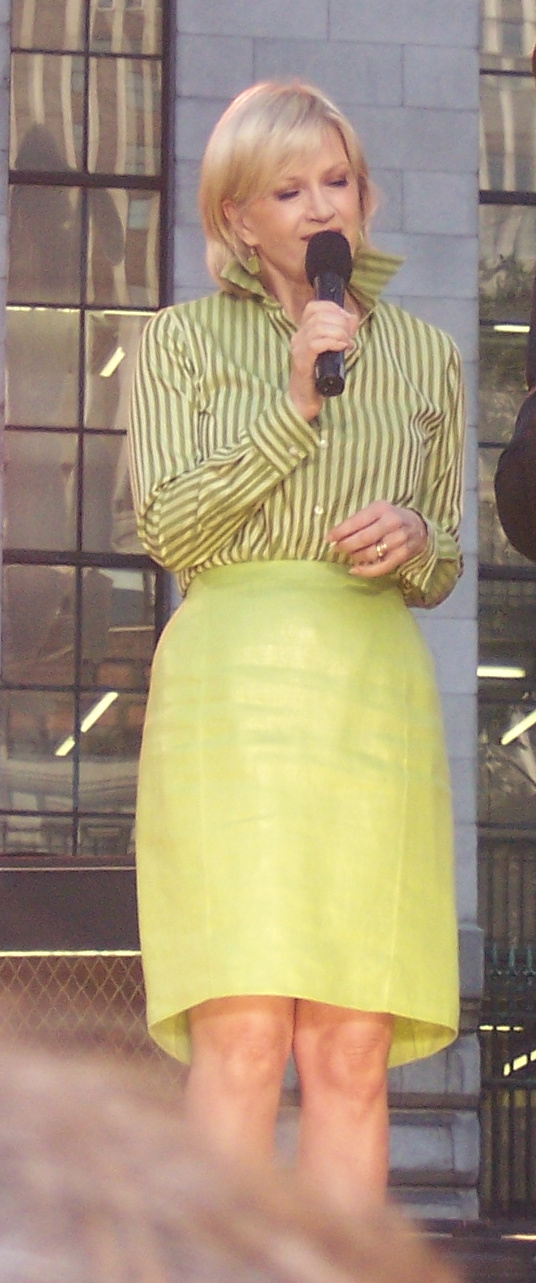
Diane Sawyer apresentou o telejornal entre 2009-2014.

Em 1978, o programa sofreu uma grande reformulação: a dupla de apresentadores Harry Reasoner e Barbara Walters deixam a bancada, para a volta de Frank Reynolds ao telejornal, que passa a se chamar ABC World News Tonight, e passa a ser apresentado, diretamente da redação da ABC News, em Nova York.
Em 1979, o telejornal ganhou uma edição dominical.
Em 1983, Frank Reynolds deixa a bancada para a volta de Peter Jennings, ao telejornal.
Em 1985, o jornalístico ganhou uma edição aos sábados, se tornando, um telejornal diário, por ser exibido de domingo-domingo.
Entre 1993-1996, o ABC World News Tonight foi apresentado diretamente da redação da ABC News de Washington D.C., voltando à redação de Nova York, em 1996.
Em 07 de agosto de 2005, Peter Jennings morre aos 67 anos, de câncer de pulmão, sendo substituído às pressas, por Bob Woodruff, que ganha o apoio de Elizabeth Vargas na bancada, em dezembro do mesmo ano.
Em julho de 2006, o telejornal passa a se chamar ABC World News, por conta de Charles Gibson estreiar no lugar de Elizabeth Vargas e de Bob Woodruff (que se torna correspondente da ABC News, no Iraque).
Em 2009, Charles deixa a bancada, e se torna narrador do telejornal, e na bancada é substituído por Diane Sawyer, que estreiou em 21 de dezembro de 2009.
Em 29 de agosto de 2014, Diane Sawyer anuncia sua saída do telejornal, para ser substituída por Davi Muir, que estreiou em 1º de setembro.
Com a estréia de David Muir, o telejornal voltou à ser chamado de ABC World News Tonight.

### Nomes Anteriores
- Weekday Editions (1953-1965)
- Peter Jenning with the News (1965-1968)
- ABC Evening News (1968-1978)
- ABC World News Tonight (1978-2006; 2014-presente)
- ABC World News (2006-2014).

### Âncoras
- John Charles Daly (1953-1965)
- Peter Jennings (1965-1968; 1983-2005)
- Frank Reynolds (1968-1970; 1978-1983)
- Howard K. Smith (1969-1975)
- Harry Reasoner (1970-1978)
- Barbara Walters (1976-1978)
- Bob Woodruff (2005-2006)
- Elizabeth Vargas (2005-2006)
- Charles Gibson (2006-2009)
- Diane Sawyer - (2009-2014)
- David Muir (2014-presente)

## Audiência
Entre os anos 80 à metade dos anos 2000, o ABC World News Tonight era líder em audiência, nos Estados Unidos.
Atualmente o telejornal disputa uma liderança acirrada com o NBC Nightly News, de Lester Holt.